# 中村哲志
中村 哲志（なかむら てつし、1948年 - ）は、日本のテレビプロデューサー。

## 略歴
1948年、福岡県生まれ。1971年、日本放送協会（NHK）に入局。青少年幼児番組班→青少年幼児部で少年ドラマシリーズ、テレビアニメ、人形劇を担当。1984年7月から5年間、NHK金沢放送局に勤務。1989年には設立直後のNHKエデュケーショナルに出向、『英語であそぼ』『ひとりでできるもん!』を開発する。1992年からはNHK番組制作局ファミリー番組部の制作統括として『天才てれびくん』『週刊こどもニュース』を立ち上げ、初代チーフ・プロデューサーを務めた。その後、NHKエデュケーショナルに再び出向、子ども幼児部長、常務取締役を歴任する。NHK退局後は、NHK出身のベテランスタッフが多く在籍する番組制作会社「プランナーズ21SYJ」の顧問を務める。

## 人物
- 『天才てれびくん』のCGキャラクター「てっちゃん」は同一人格の分身。
- 武田鉄矢に似ており、西田敏行から間違われたことがある[1]。

## 担当番組

### ディレクター
- 少年ドラマシリーズ
  - 赤い月（演出：第13回 - 第16回）
  - おれたち夏希と甲子園（演出：第1回、第4回、第5回）
  - だから青春 泣き虫甲子園（演出）
- テレビアニメ
  - アニメーション紀行 マルコ・ポーロの冒険
  - 太陽の子エステバン
- 人形劇
  - ひげよさらば

### プロデューサー・制作統括
- 英語であそぼ
- ひとりでできるもん!
- 音楽ファンタジー・ゆめ
- 天才てれびくん
- 人形歴史スペクタクル 平家物語
- 週刊こどもニュース
- ジュニアドラマシリーズ クラインの壺
- いないいないばあっ!
- にほんごであそぼ
- みいつけた!

### 統括プロデューサー
- パニパニパイナ!
- パニパニパイナ!2
- パニパニパイナ!3

## テレビ出演
- NHKへの質問状 放送現場からお答えします（1982年3月22日、NHK総合テレビ）
- 天然素材NHK「われら青少年」（2023年5月24日、NHK総合テレビ）